# ادواردو کاتینالی
ادواردو کاتینالی (انگلیسی: Edoardo Catinali؛ زادهٔ ۱۶ اوت ۱۹۸۲) بازیکن فوتبال اهل ایتالیا است.
از باشگاه‌هایی که در آن بازی کرده‌است می‌توان به باشگاه فوتبال آنکونا، باشگاه فوتبال پروجا، و باشگاه فوتبال پیاچنزا اشاره کرد.